# Marilu Saldanha
Marilu Saldanha (Rio de Janeiro, 17 de fevereiro de 1935) é uma autora e roteirista brasileira, que escreveu várias novelas brasileiras e foi uma das roteiristas de um seriado semanal da Rede Globo, o Caso Verdade. Além de ter feito a adaptação da obra de Ivani Ribeiro, a novela A Gata Comeu.
Foi casada com um dos principais cartunistas do Brasil, o Borjalo.
Trabalhos na TV
- 1984 Caso Verdade (seriado) - autora
- 1985 A Gata Comeu (novela) - co-autora[2]
- 1987 Direito de Amar (novela) - co-autora[3]
- 1990 Gente Fina (novela) - co-autora[4]
- 1991 Amazônia (novela) - co-autora
- 1994 74.5, uma onda no ar (novela) - co-autora

## Trabalhos no teatro
- 1986 O Nosso Marido - autora junto com Marília Garcia